# Agathidium badium
Agathidium badium är en skalbaggsart som beskrevs av Wilhelm Ferdinand Erichson 1845. Agathidium badium ingår i släktet Agathidium, och familjen mycelbaggar. Arten är reproducerande i Sverige.